# Perlinko
Perlinko (kaszb. Perlinkò, niem. Klein Perlin) – wieś kaszubska w Polsce położona w województwie pomorskim, w powiecie wejherowskim, w gminie Gniewino. Wieś jest częścią składową sołectwa Perlino. Miejscowość sąsiaduje z jeziorem Choczewskim.
W latach 1975–1998 miejscowość administracyjnie należała do województwa gdańskiego.